# مایکل روتنبرگ
مایکل روتنبرگ (انگلیسی: Michael Rotenberg) تهیه‌کننده فیلم اهل ایالات متحده آمریکا است. وی از سال ۱۹۹۲ میلادی تاکنون مشغول فعالیت بوده‌است.
از فیلم‌ها یا مجموعه‌های تلویزیونی که وی در آن‌ها نقش داشته‌است، می‌توان به تخریبگر آمریکایی، مرد با یک نقشه، بیویس و بات‌هد، شیره، مردان اطراف شهر، رئیس دولت، پوتی‌تنگ، واقع‌بین، اکنون در ارتش، واکنش دوگانه، دره سیلیکون، فیلادلفیا همیشه آفتابی است، پادشاه تپه، بر من حکمرانی کن، محیط اداره، انسینو من و جستجوی افسانه‌ای اشاره نمود.